# Michel Diouf
Michel Diogoye Diouf (* 19. April 1989 in Médina Gounass) ist ein senegalesischer Basketballspieler.

## Werdegang
Diouf spielte in Dakar für den Verein Jeanne d’Arc. Er wechselte 2006 aus seinem Heimatland zu Caja San Fernando nach Spanien. Er spielte für den Verein in der Jugend sowie im Erwachsenenbereich in der Liga EBA. In den folgenden Jahren arbeitete sich Diouf von der dritten (Qalat Cajasol) in die zweite spanische Liga (CB Tarragona, Palencia Baloncesto, CB Breogán, Ford Burgos) vor. Zwischenzeitlich, im Januar 2012, wurde er vom spanischen Erstligisten Baloncesto Fuenlabrada verpflichtet, bestritt 15 Spiele in der Liga ACB und kam im europäischen Vereinswettbewerb Eurochallenge zum Einsatz.
2015 wurde Diouf vom dänischen Erstligisten Bakken Bears unter Vertrag genommen. Mit der Mannschaft aus Aarhus gewann er 2017, 2018, 2019, 2020, 2021, 2022, 2023 und 2024 die dänische Meisterschaft sowie 2016, 2018, 2020, 2021 und 2023 den dänischen Pokalwettbewerb. In den Spielzeiten 2015/16, 2017/18, 2018/19 und 2019/20 wurde er als bester Verteidiger der dänischen Liga und in der Saison 2020/21 als bester Spieler der Endspielserie um die dänische Meisterschaft ausgezeichnet. Mit Bakken sammelte er im Laufe der Jahre weitere Erfahrung in Europapokalwettbewerben (FIBA Europe Cup, Champions League). 2024 gewann er mit der Mannschaft die European North Basketball League (ENBL). Diouf verließ Bakken im Anschluss an das Ende der Saison 2023/24.
Er setzte seine Laufbahn bei Nairobi City Thunder in Kenia fort. Ende Februar 2025 schloss er sich dem spanischen Drittligisten Ciudad de Huelva Baloncesto an.